# Nanorana aenea
Nanorana aenea es una especie de anfibio anuro de la familia Dicroglossidae. Se distribuye por el noroeste de Tailandia (Doi Chang), el norte de Vietnam (monte Fansipan), sur de China (Reserva Natural Huang Lian Shan) y posiblemente se encuentre también en Laos. La contaminación de las aguas y la actividad agrícola son amenazas potenciales a su conservación, pero poco se conoce sobre la especie. La especie Nanorana fansipani se considera ahora un sinónimo de N. aenea.